# Periballia
Periballia es un género de plantas herbáceas perteneciente a la familia de las poáceas. Es originario de la región del Mediterráneo.
Algunos autores lo incluyen en el género Deschampsia.

## Descripción
Es una planta herbácea caduca que alcanza los 25 cm de altura. Tiene las hojas lineales y estrechas de 0.5-2 mm de ancho. Las flores son hermafroditas y se encuentran en panículas.
Son plantas anuales. Hojas con vaina de márgenes libres; lígula lanceolada, aguda, membranosa; limbo delgado, convoluto en la desecación. Inflorescencia en panícula laxa. Espiguillas con 2 flores hermafroditas articuladas con la raquilla; raquilla hirsuta. Glumas más cortas que las flores, subiguales, agudas, la inferior uninervada, la superior trinervada. Raquilla no prolongada por encima de las flores. Lema elíptica, obtusa, con 5 nervios poco marcados, mútica o con arista subbasal recta, membranosa, con ápice escábrido. Callo orbicular, pubescente. Pálea tan larga o ligeramente más corta que la lema. Lodículas con 1 diente lateral. Ovario glabro. Cariopsis oblongoidea, ligeramente comprimida, libre. Hilo puntiforme.

## Taxonomía
El género fue descrito por Carl Bernhard von Trinius y publicado en Fundamenta Agrostographiae 133. 1820.
Etimología
Periballia: nombre genérico derivado del griego peri = (alrededor) y ballo = (lanzar), de alusión oscura.
Citología
Tiene un número de cromosomas de: x = 4 and 7. 2n = 8, 14, y 18. 2 ploidias. Cromosomas ‘grandes’.

## Especies
- Periballia hispanica
- Periballia involucrata
- Periballia minuta
- Periballia poaeoides[4][5]